# Lingua andaandi
La lingua Andaandi o Dongolawi appartiene alla famiglia linguistica Nubiana, ed è parlata nel Sudan settentrionale. Viene parlata nella Valle del Nilo, dalla terza cateratta (sud di Kerma) fino alla grande ansa curva del fiume vicino a Al Dabbah. A causa degli spostamenti di popolazioni avvenuti per la costruzione della diga di Assuan e la relativa creazione del lago Nasser, vi sono comunità di locutori nella parte orientale del Sudan (zona di Khashm El Girba).
Dongolawi è un termine arabo che deriva dal nome dell'antica città di Dongola, centro del Regno Cristiano di Makuria (VI-XIV secolo d.C.). La città moderna di Dongola venne fondata nell XIX secolo sulla sponda occidentale del Nilo. I Dongolawi chiamano la loro lingua: Andaandi "(la lingua) di casa nostra".
Quasi tutti i locutori Dongolawi parlano anche l'arabo sudanese (cod. ISO 639-3: dgl), lingua franca del Sudan. Quindi, la lingua corre pericolo d'estinzione, infatti, soffre del processo di deriva linguistica verso l'arabo, per cui sempre più persone parlano quest'ultimo idioma a scapito di quello tradizionale. (Jakobi 2008).
Il Dongolawi è strettamente connesso al Kenzi (o Mattokki), parlato nel sud dell'Egitto. Un tempo le due lingue erano considerati dialetti di un'unica lingua denominata Kenzi-Dongolawi. Ricerche più recenti hanno riconosciuto come invece siano da considerare lingue distinte, senza una "relazione genetica particolarmente stretta." Oltre a queste due lingue, vi erano altre tre varietà, oggi estinte, del Kenzi-Dongolawi.